# 黑庫特
47°24′12″N 30°26′15″E / 47.40333°N 30.43750°E

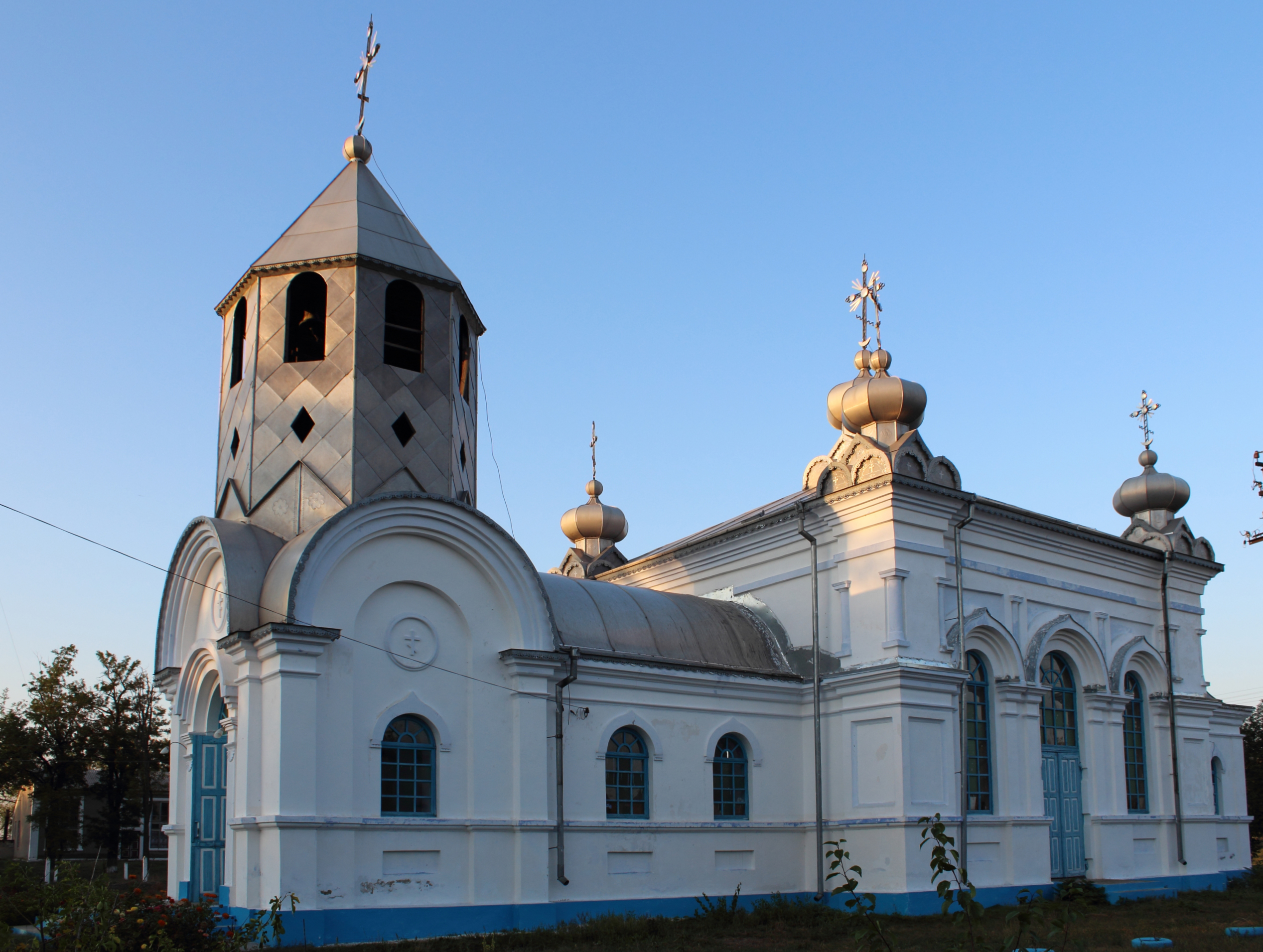

黑庫特（烏克蘭語：Чорний Кут）是位於烏克蘭西南部的村莊，由敖德萨州贝雷济夫卡区的舊馬亞基市鎮負責管轄。該村始建於1924年，面積1.21平方公里，海拔高度37米，2001年人口248，人口密度每平方公里204.96人。